# Ţinteşti
Ţinteşti é uma comuna romena localizada no distrito de Buzău, na região de Muntênia. A comuna possui uma área de 72.13 km² e sua população era de 4553 habitantes segundo o censo de 2007.